# Hyalomnesicles pustulatus
Hyalomnesicles pustulatus är en insektsart som beskrevs av Marius Descamps 1974. Hyalomnesicles pustulatus ingår i släktet Hyalomnesicles och familjen Chorotypidae. Inga underarter finns listade i Catalogue of Life.